# Аркадія (Луїзіана)
Аркадія (англ. Arcadia) — місто (англ. town) в США, в окрузі Б'єнвіль штату Луїзіана. Населення — 2746 осіб (2020).

## Географія
Аркадія розташована за координатами 32°33′2″ пн. ш. 92°55′26″ зх. д. / 32.55056° пн. ш. 92.92389° зх. д. (32.550646, -92.923846).  За даними Бюро перепису населення США в 2010 році місто мало площу 7,91 км², уся площа — суходіл. В 2017 році площа становила 9,51 км², з яких 9,44 км² — суходіл та 0,07 км² — водойми.

## Демографія
Згідно з переписом 2010 року, у місті мешкало 2919 осіб у 1069 домогосподарствах у складі 699 родин. Густота населення становила 369 осіб/км².  Було 1217 помешкань (154/км²).
Расовий склад населення:
| - 64,9 % — чорних або афроамериканців - 31,9 % — білих - 0,6 % — азіатів - 0,2 % — корінних американців - 1,2 % — осіб інших рас |

До двох чи більше рас належало 1,1 %. Частка іспаномовних становила 2,2 % від усіх жителів.
За віковим діапазоном населення розподілялося таким чином: 25,9 % — особи молодші 18 років, 54,7 % — особи у віці 18—64 років, 19,4 % — особи у віці 65 років та старші. Медіана віку мешканця становила 37,9 року. На 100 осіб жіночої статі у місті припадало 81,2 чоловіків;  на 100 жінок у віці від 18 років та старших — 75,1 чоловіків також старших 18 років.
Середній дохід на одне домашнє господарство  становив 42 663 долари США (медіана — 20 875), а середній дохід на одну сім'ю — 51 103 долари (медіана — 23 466). Медіана доходів становила 51 728 доларів для чоловіків та 26 750 доларів для жінок. За межею бідності перебувало 45,3 % осіб, у тому числі 64,1 % дітей у віці до 18 років та 24,6 % осіб у віці 65 років та старших.
Цивільне працевлаштоване населення становило 836 осіб. Основні галузі зайнятості: освіта, охорона здоров'я та соціальна допомога — 31,9 %, виробництво — 14,6 %, науковці, спеціалісти, менеджери — 10,0 %, мистецтво, розваги та відпочинок — 9,4 %.